# Walckenaeria striata
Walckenaeria striata är en spindelart som beskrevs av Jörg Wunderlich 1987. Walckenaeria striata ingår i släktet Walckenaeria och familjen täckvävarspindlar.
Artens utbredningsområde är Kanarieöarna. Inga underarter finns listade i Catalogue of Life.